# Eilema leia
Eilema leia är en fjärilsart som beskrevs av George Francis Hampson 1901. Eilema leia ingår i släktet Eilema och familjen björnspinnare. Inga underarter finns listade i Catalogue of Life.